# Fysiska institutionen (Lunds universitet)
Fysiska institutionen vid Lunds universitet är en institution som tillhör både den naturvetenskapliga och den tekniska fakulteten. Forskning bedrivs inom de flesta av fysikens delområden. Institutionen ger även utbildning på grundnivå och avancerad nivå för både de naturvetenskapliga kandidat- och mastersprogrammen i fysik, civilingenjörsprogrammen och forskarprogrammen.

## Historia
När Lunds universitet grundades 1666 fanns det ingen naturvetenskaplig fakultet, utan läran om fysik var istället inordnad under den filosofiska fakulteten. Dessutom fanns det inte en professur i fysik under de första 150 åren, utan undervisningen gavs av professorer i matematik. Men trots att det inte fanns en professur inom renodlad fysik fanns det en kurs i experimentell fysik som gavs av en professor inom teoretisk medicin och experimentell fysik. Den professuren tillsattes första gången 1728 med Kilian Stobæus. Det var först 1839 som det skapades en professur för enbart fysik.
1735 såddes de första fröna till fysiska institutionen i Lund då fysikundervisningen flyttade till ett rum på andra våningen av Kungshuset. Bakgrunden till detta var att Lunds universitet behövde en plats att förvara den dyrbara Triwaldaska samlingen av fysikaliska apparater som kunde användas i undervisningen. Undervisningen hölls i olika delar av Kungshuset i 110 år innan den började flyttas till nya byggnader. På grund av ett utökat studenttryck i början på 1880-talet fick fysiska institutionen en egen byggnad 1885, vilket inreddes med bland annat instrumentsalar, auditorium, flera arbetsrum samt bibliotek. Classicum, som huset idag heter, är numer hemvist för Pufendorfinstitutet.
Med tiden ökade platsbehovet och 1950 flyttade fysiska institutionen in i de nybyggda lokalerna på Sölvegatan. Ett år senare invigdes Fysicum officiellt av kung Gustaf VI Adolf. Flera tillbyggnader har tillkommit under årens gång och dagens Fysicum är ett stort byggnadskomplex med flera laboratorier, bibliotek, utbildningslokaler samt spännande forskningsfaciliteter.

## Forskning
Vid fysiska institutionen bedrivs forskning inom en rad av fysikens delområden. På avdelningen för fasta tillståndets fysik sker både forskning och utbildning inom områden som hör till nanovetenskap, speciellt med ett fokus på forskningen kring nanotrådar. Det finns också en avdelning för atomfysik, där forskningen sker med hjälp av lasrar. En av forskningsområdena inom avdelningen är attosekundersfysik, och 2003 kunde en forskargrupp slå världsrekord med den minsta laserpulsen på 170 attosekunder. På avdelningen inom förbränningsfysik sker det både teoretisk och experimentell forskning för att bland annat bestämma ämneskoncentrationer och ta reda på de kemiska reaktionerna i förbränningsprocesser. Avdelningen inom synkrotronljusfysik fokuserar sin forskning på experimentella studier av elektroniska, kemiska och strukturella egenskaper hos ytor och gränsskikt. Bland avdelningens huvudprojekt finns forskning om lågdimensionella halvledare, där de studerar hur ytan påverkar ett ämnes egenskaper, och röntgenfotoelektronspektroskopi, där de får kännedom om de kemiska och fysiska processerna i interaktionerna mellan ett fast ämne och dess omgivning. På avdelningen om kärnfysik studeras atomkärnornas beståndsdelar, struktur och dynamik. Forskningen sker både inom den grundläggande kärnfysiken och den tillämpade kärnfysiken med internationella såväl som lokala partikelaccelerationer som Max-Lab. Avdelningen studerar också aerosolers inverkan på klimat, miljö och hälsa.  På avdelningen om partikelfysik använder de standardmodellen för att forska på vilka krafter som styr världens minsta beståndsdelar. Forskningen sker framförallt i internationella lokaler som Large Hadron Collider på CERN i Schweiz och Brookhaven, Mississippi i USA. Dessutom finns det en avdelning  inom matematisk fysik.
Forskning vid institutionen sker också i samarbete med många olika forskningscentra. Lund Laser Center (LLC), Consortium for Aerosol Science and Technology (CAST), Lund University Combustion Center (LUCC) och NanoLund är några exempel.

## Fysiker med anknytning till fysiska institutionen
2023 gick Nobelpriset i fysik till  Anne L'Huillier för hennes banbrytande forskning om ultrakorta laserpulser. En annan av institutionens forskare, Manne Siegbahn, har mottagit Nobelpriset i fysik för sina upptäckter och sin forskning inom fältet Röntgenemissionspektroskopi. Janne Rydberg blev berömd för att ha formulerat Rydbergs formel och fick en fysikalisk konstant uppkallad efter sig. Tre lundaforskare från Fysicum har deltagit i tv-programmet Fråga Lund, nämligen Nina Reistad, Bodil Jönsson och Sten von Friesen. Hellmuth Hertz var en pionjär inom sonografin och var en av de första som utvecklade bläckstråleskrivaren, och Anne L'Huillier var en pionjär inom forskningen om ultrakorta laserpulser. Bengt Edlén forskade inom spektroskopi och blev internationellt känd för att ha löst Koronagåtan, Hermann Grimmeiss har gjort elektriska och fotoelektriska studier av defekter i halvledarmaterial, och Cecilia Jarlskog har bland annat varit med och formulerat Georgi-Jarlskogs-massrelation. Heiner Linke forskar inom nanoteknik och Lars Samuelson är en pionär inom forskningen om nanotrådar. Alla ovanstående fysiker är eller har varit ledamöter i Kungliga Vetenskapsakademien. Andra ledamöter i Kungliga Vetenskapsakademien är Claes Fahlander, Torsten Gustafson, Cecilia Jarlskog, Ingolf Lindau, Hans Ryde, Sune Svanberg, Claes-Göran Wahlström och Torsten Åkesson.

## Prefekter vid fysiska institutionen
- Else Lytken (2024-)
- Joachim Schnadt (2018-2023)
- Knut Deppert (2012-2017)
- Stefan Kröll (2009-2011)
- Lars Montelius (2003-2008)
- Bent Schröder (1997-2002)
- Bengt Lörstad (1991-1996)
- Hans Ryde
- Janne Rydberg